# Somatologie
Der Begriff Somatologie geht auf Ernst Gottfried Baldinger (1762) zurück. Es definiert die Somatologie als Teil der Naturlehre.

## Entstehung des Begriffes
Die ursprüngliche Definition von Ernst Gottfried Baldinger (1762) lautet: „Die Körperlehre oder Grundwissenschaft (Somatologie) erkläret die nothwendigen Eigenschaften des Körpers, in so ferne solche aus dem allgemeinen Begriff des Körpers können erkannt werden. Sie enthält die ersten und höchsten Grundsätze der menschlichen Erkenntniß, von dem was ein Körper sey und was durch den Körper möglich sey.“ (Zitiert nach)
1779 unterscheidet Wilhelm Traugott Krug die anthropologische Somatologie als allgemeine Kenntnis des menschlichen Körpers von der medizinischen Somatologie als detaillierte Kenntnis von Körperteilen und -funktionen im Hinblick auf Therapie und Prävention als Grundlage der medizinischen Wissenschaften. Die Somatologie als solche ordnet er den „rationalen Wissenschaften“ zu.

## Begriffsverwendung in der Gegenwart
Die Somatologie umfasst in der Medizin alle therapeutischen Disziplinen abseits der Psychologie beziehungsweise Psychotherapie.
Anthropologie

Heute bezeichnet die Somatologie (synonym „Körperlehre“ – von lateinisch Somat(os) = Körper, -logos = Lehre) ein Teilgebiet der Anthropologie, das sich mit der Lehre vom menschlichen Körper beschäftigt.
Da die Anthropologie nicht nur naturwissenschaftliche, sondern auch theologische, kulturelle, soziologische, pädagogische und philosophische Aspekte beinhaltet, kann der Begriff nicht synonym mit naturwissenschaftlichen Disziplinen wie Medizin oder Humanbiologie verwendet werden. Die Anthropologie thematisiert beispielsweise im „biologischen“ Kontext Vergleiche körperlicher Konstitution des Menschen und seines Verhaltens und den Einfluss der Umwelt auf die genetische Veranlagung sowie die Evolution des Menschen.
Umgangssprache

Der Begriff wird heute auch in der Literatur als direkte Übersetzung (Lehre vom Körper) verwendet.